# Yarim Tepe (Irak)
Yarim Tepe is een archeologische vindplaats van een vroege landbouwersnederzetting die teruggaat tot ongeveer 6000 v.Chr. Het ligt in de Sinjarvallei, ongeveer 7 km ten zuidwesten van de stad Tel Afar in Noord-Irak. De site bestaat uit verschillende heuvels die de ontwikkeling van de Hassunacultuur en later van de Halaf- en Obeid-culturen weerspiegelen.
De nederzetting werd tussen 1969 en 1976 onderzocht, en later door een Sovjet-archeologische expeditie onder leiding van Raoef Moentsjaev en Nikolaj Merpert. 

## Yarim Tepe I
De heuvel Yarim-Tepe I behoort tot de Hassunacultuur. De hoge, centrale, ovaalvormige kern is 80 m lang en 30 m breed. Sommige voorwerpen die hier zijn gevonden, doen denken aan die van Tureng Tepe in Iran.
Er zijn 13 bewoningslagen te vinden, die de belangrijkste fasen van deze cultuur weerspiegelen. De totale cultuurlaag is 6,5 m diep. Er zijn meer dan 1.500 rechthoekige fornuizen en aardewerkovens die voor koken werden gebruikt. De oudst bekende smeltoven, die dateert uit ongeveer 6000 v.Chr., werd hier gevonden. 
De nederzetting bestond uit binnenplaatsen en kleine straatjes met rechthoekige gebouwen van leemsteen. Er waren ook openbare graanschuren. Er werden graven van kinderen in vaten gevonden, evenals verschillende stenen gebruiksvoorwerpen, zoals vijzels en zagen.
Tot de vondsten behoren ook aardewerken vazen, kleien vrouwenbeeldjes en andere voorwerpen.
Er werden ook metalen voorwerpen gevonden, zoals een loden armband, koperen kralen en kopererts, wat een van de oudste vormen van metallurgie in Mesopotamië vertegenwoordigt. 
Daarnaast werden ook runderbotten gevonden.

## Yarim Tepe II
Yarim Tepe II is een nederzetting van de Halafcultuur, en stamt uit het 5e millennium v.Chr. Het ligt 250 m ten westen van Yarim Tepe I en is gedeeltelijk geërodeerd door de nabijgelegen beek Joubara Diariasi. Bijna alle woningen zijn kleine, uit leem opgetrokken huizen met één kamer, volgens het tholos-plan.
De cultuurlaag is 7 m diep en bestaat uit 10 structurele horizonten. Er werden botten van zowel huisdieren als wilde dieren gevonden, waaronder die van schapen, ossen, geiten en varkens.
Er werden onder meer aardewerken voorwerpen in de vorm van olifanten en vrouwen gevonden. Op sommige aardewerken potten staan afbeeldingen van vissen, vogels, gazellen en andere dieren.
Er werden ook enkele zegelhangers gevonden, waaronder een zeer oud koperen zegel.
Tot de begrafenisgebruiken behoorden crematies en het begraven van schedels 

## Yarim Tepe III
Yarim Tepe III ligt direct naast Yarim Tepe II. De heuvel is 10 m hoog. Het aardewerk is typisch voor Noord-Obeid en Halaf. Het werd opgegraven in 1978-79. 
Er zijn hier minstens drie Obeid-niveaus te vinden, bovenop verschillende Halaf-niveaus. De bovenste niveaus van de Halaf-afzettingen zijn analoog aan de Arpachiyah-niveaus TT-6 tot en met TT-8 en de Tepe Gawra-niveaus XVIII-XX. Er werden ook drie stenen zegelhangers gevonden.
In 1985 maakte Nərimanov een vergelijking tussen het aardewerk van Leyla-Tepe en het vondstmateriaal van Yarim Tepe III. Hij geloofde dat deze parallellen het gevolg waren van de migratie van vertegenwoordigers van de Obeidcultuur naar Transkaukasië in de eerste helft van het 4e millennium v.Chr. 

## Metallurgie
Metaal was al heel gebruikelijk in Yarim Tepe. Er werden maar liefst 21 voorbeelden van bewerkt koper of kopererts gevonden in de lagere niveaus van de nederzetting. 
Nog opmerkelijker is dat ook het eerste gebruik van lood werd aangetoond. De vroegste vondsten van lood in Zuidwest-Azië zijn een armband uit het 6e millennium v.Chr. uit Yarim Tepe, en een iets later conisch stuk lood uit Arpachiyah uit de Halaf-periode, nabij Mosul. Omdat natuurlijk lood uiterst zeldzaam is, doen dergelijke artefacten vermoeden dat het smelten van lood zelfs vóór het smelten van koper is begonnen.
- Library of Congress Control Number: sh87000448
- Nationale Bibliotheek van Israël: 987007536636605171